# 사바하
《사바하》는 2019년 2월 20일에 개봉한 대한민국의 영화이다.
본 작품의 제목으로 사용된 '사바하(娑婆訶, 산스크리트어: स्वाहा 스바하)'는 산스크리트어로, 불교에서 진언 주문의 마지막에 붙이며, 어떠한 주문을 외운 다음에 '원만하게 이룬다'라는 뜻을 의미하여, 천수경에 나오는 '수리수리 마하수리 수수리 사바하'로 알려져 있는 뜻에서 비롯된 단어이다.

## 줄거리
쌍둥이 자매로 태어난 금화는 다리가 기형인 채 태어났고, '그것'이라 불리는 언니는 생존이 불확실했다. 어머니는 출산 직후 사망하고 아버지는 자살한다. 금화는 조부모와 함께 외딴 마을에서 개를 키우며 살아가고, 언니는 뒷마당 창고에 숨겨진 채 외부와 단절된 삶을 산다. 마을 주민들은 가축들의 이상 행동을 수상히 여겨 무당과 함께 농장을 조사하다 창고에서 나온 뱀에 물리는 사고를 당한다.
한편, 사이비 종교를 파헤치는 박 목사는 '동방교'라는 단체를 조사하게 되고, 경찰은 콘크리트 속에 묻힌 소녀의 시체를 발견하여 수사에 착수한다. 트럭 운전사 김철진은 '아버지'에게 실패했다는 말을 하며 죽은 아이들이 밤마다 찾아온다고 고백하고, 광목은 그에게 자살을 종용한다. 소녀의 부검 결과 입 안에서 부적이 발견되고, 과거 비슷한 사건들이 있었음이 드러난다. 경찰은 김철진을 추적하던 중 그가 자살하고, 광목은 동방교 신도에게 금화에 대한 정보를 얻어 그녀를 감시하기 시작한다. 광목은 죽은 소녀들에 대한 악몽을 꾸지만, 꿈속에서 여자가 노래를 부르며 그를 위로한다.
박 목사는 동방교 경전이 김풍사라는 인물에 의해 쓰여졌음을 알고, 불교 고승 네충 텐파가 동방교 창시자 김제석을 만나고 싶어했다는 사실을 알게 된다. 김제석이 20년 전 청소년 교화원에 거액을 기부했고, 자신의 아버지를 죽인 소년 4명을 입양했다는 사실도 밝혀진다. 박 목사는 소년 중 3명이 이미 죽었으며, 그림 속 신처럼 묘사된 마지막 인물이 광목임을 추론한다.
광목은 금화를 죽이려 하지만 새들이 창문을 통해 날아들어 방해받고, 창고에서 언니를 만난다. 언니는 문틈으로 광목의 다리를 잡아 위협하고, 광목은 두려움에 떨며 도망친다. 동방교 거처에서 광목은 한 젊은 신도에게 그 소녀가 뱀이라는 말을 듣고, 죽어가는 '아버지'를 만난다. '아버지'는 광목에게 '광목'이라는 이름을 지어주며 그가 빛을 지킬 별 중 하나라고 말한다.
박 목사는 네충 텐파를 만나 1985년 '미륵'이라 불리는 불멸의 존재를 만났던 이야기를 듣는다. 그 존재에게 열두 개의 손가락이 있었으며, 1899년에 태어났음에도 살아있다는 것. 텐파는 동방교 경전에 나오는 '뱀'이 '빛'을 죽일 것이라는 예언을 말해주고, 그 뱀이 '빛'의 천적이며, '빛'이 태어난 곳에서 백 년 뒤에 태어나 빛을 꺼트릴 것이라는 예언도 덧붙인다. 박 목사는 경전 속 숫자들이 1999년 김제석의 고향인 영월에서 태어난 소녀들의 출생신고 번호였음을 깨닫고, 김제석과 그를 따르는 자들이 이 소녀들을 살해하고 있었음을 알아낸다.
한편, 광목은 금화를 납치하여 죽이려 한다. 금화는 광목에게 언니에 대해 말하며, 언니도 죽여서 다음 생에 인간으로 다시 태어나게 해달라고 부탁한다. 광목이 언니를 죽이려 하자 언니는 끔찍한 모습을 벗고 부처의 자세를 취하며 광목을 기다렸다고 말한다. 언니는 광목의 악몽 속에서 그를 위로하던 노래를 불러주며, 자신이 그의 피를 흘린 후에 위로했던 존재임을 밝힌다. 그리고 '아버지'에게 여섯 손가락 자국이 있는지 확인하고 그를 죽이라고 말한다.
광목은 동방교 거처로 돌아가 신도에게 이 일을 말하고, 죽어가는 '아버지'의 손을 확인하지만 손가락은 다섯 개였다. 신도는 광목을 헛간으로 유인해 총으로 쏘고, 차에 태워 금화의 언니를 죽이려 간다. 박 목사 역시 거처에 도착하여 죽어가는 노인이 이상하다는 것을 느끼고 숨어서 지켜본다. 신도가 김제석이었고, 노인은 그의 제자였음을 알게 된다.
운전 중 김제석은 광목에게 곧 죽을 것이라고 말한다. 그는 광목에게 '아버지'는 제자였으며, 자신이 빛이고 광목은 빛을 지키는 별이라고 말한다. 과거에 저지른 일에 슬퍼하지 말라고 위로하며 계속해서 자신을 섬기라고 제안한다. 광목은 김제석이 살기 위해 발버둥 치는 포식자임을 깨닫고 그를 죽이려 한다. 차는 결국 사고가 나고, 광목은 언니가 준 라이터로 김제석에게 불을 붙여 죽인다. 금화는 아직 살아있고, 언니는 죽음을 맞이한다.

## 캐스팅

### 주인공 및 주변 인물
- 이정재 : 박웅재 목사 역[1][2]
- 이다윗 : 고요셉 역
- 황정민 : 심 권사 역
- 이항나 : 박은혜 역[3]

### 사슴동산[4]
- 정동환 : 풍사(僼師)[5][6] 김제석[7] 역
- 유지태 : 김동수[8] 역
- 박정민 : 정나한 역 (아역: 이한울)
- 지승현 : 김철진 역
- 문숙 : 명희 역
- 오윤홍 : 연화보살[9] 역

### 불교 측
- 진선규 : 해안스님 역[10]
- 차순배 : 총무스님 역[11]
- 타나카 민(田中泯) : 네충텐파(티베트어: གནས་ཆུང་བསྟན་པ 와일리표기법: gnas chung bstan pa) 역

### 기타
- 이재인 : 이금화 / 그것[12] 역[13]
- 정진영 : 황 반장 역
- 문창길 : 금화 할아버지 역
- 이주실 : 금화 할머니 역
- 백승철 : 금화 아버지 역
- 김소숙 : 김철진 母 역
- 권귀빈 : 정나한 母 역[14]
- 차래형 : 조 형사 역
- 김홍파 : 김태수 양주교도소 소장 역[15]
- 김금순 : 제천무당 역
- 박지환 : 장석 역
- 이대현 : 노 의사 역
- 배해선 : 부검의 역
- 윤경호 : 축사주인 역
- 정서인 : 축사주인 아내 역
- 강지현 : 신도 역
- 이수정 : 총신대 여대생 역
- 김근영 : 아가페 수녀 역
- 정병두 : 교도관 역
- 유승희 : 아가페 사람 역
- 이건창 : 김태식 목사 역[16]
- 이상우[17] : 원장스님 역 (우정출연)
- 김승현[18] : 카센터 정비공 역 (특별출연)

## 김제석의 행적
1899년, 조선국 강원도 영월군 영월읍 거운리에서 출생.
1915년, 유황이 들끓으며 치솟는 불을 극복하는 밀교 수행을 해냄.
192x년, 독립운동을 하던 무장단체 의열단(義烈團)에 자금을 보탬.
1940년 무렵, 일본의 밀교승들과 조선총독까지 그를 스승으로 모심.
1955년, 동방교(東方敎)를 창립.
1970년 12월 18일, 교조인 김제석이 동방교 서울사무소 명동분소에서 2일간 동파키스탄 참사에 대한 구호 바자회를 개최.
1974년 5월 11일, 창교(創敎) 20주년인 1974년 5월 9일을 기념하여 11일부터 10일간 경축법회를 열음.
1985년 12월 20일 금요일, 티벳 대승불교 고승이자 최고의 예언가 네충텐파가 한국의 자양일보(滋養日報)와 인터뷰 하면서 "개인적으로 동방교(東方敎) 교조(敎祖)인 풍사(風砂) 김제석을 만나고 싶다. 오랜 시간 기다려 온 간절한 만남이다."라는 발언을 함.
1985년 12월 24일, 네충텐파가 한국에 방문.
1985년 12월 2x일, 네충텐파가 동방교 교주인 풍사 김제석을 만나서 그가 밀교수행을 통해 불사에 올라, 미륵이 됐음을 확인하고 예언을 해줌.
1985년 12월 2x일, 김제석이 동방교를 해체하고 경전을 만들기 위해 종적을 감춤.
1995년 x월 27일, 양주교도소를 방문하고 후원해서 교육시설을 만들어주고 미성년 사형수 4명을 양자로 거둠.
2000년 7월 20일, 녹야전경(鹿野全經) 저술완료. 책의 숫자는 총 4권.
2014년 12월 25일, 정나한에 의해 분사(焚死).

## 동방교
- 창립: 1974년 5월 9일
- 해체: 1985년 12월 x일
- 교리: 정각정행(正覺正行), 지은보은(知恩報恩)
- 신도 수: 10만명 이상.
- 성지: 전라남도 영광군
- 김제석의 제자: 김동수, 명희

## 미륵과 사천왕
- 김제석[29][30]

- 김철진[31][32][33][34]
- 정나한(鄭羅漢)[35][36][37][38][39]
- 채태근(Chae, Tae Geon)[40][41][42]
- 전상범(全相梵)[43][44][45]

## 영화 속 경전
녹야전경(鹿野全經)이라는 경전모음집이 등장하며, 녹야전경은 오직 4권만 존재하며,
각 전경마다 4천왕의 왕호가 별도로 붙어있는데 그 안에는 항마경(降魔經)이라는 경전이 등장한다.
항마경은 사천왕과 81마군의 싸움을 예언한 예언집의 형태로서, 유독 녹야전경 내에서
이 경전만 상징적으로 기술되어 있다. 항마경은 승천록(昇天錄)·항마록(抗魔錄)·귀의록(歸意錄)·
금수록(禽壽錄) 등 4록으로 구성되어 있다. 아래의 내용은 영화에 등장하는 내용들이다.
- 승천록(昇天錄)
- 항마록(抗魔錄)
- 귀의록(歸意錄)
- 금수록(禽壽錄)

"뱀의 눈은 아름답고 뱀의 혀는 달콤할 것이니 용맹한 짐승은 칼과 창을 들어 뱀을 잡으리라.
떨고 있는 짐승아, 슬퍼하지 마라. 두려워하지 마라.
모든 법이 이루어지면, 이제 너희는 별이 될 것이고 인자한 여래의 미소 아래,
짐승은 뱀의 전쟁에서 승리하여 다시 태어나리니 하늘만은 너희의 노고를 잊지 않을 것이라."
"엎드린 슬픈 짐승들이 날개를 달고 다시 태어나, 태토에 뿌려져 있는 뱀들을 밟을 것이니,
등불을 지킬 짐승아, 뱀을 밟을 별들아, 눈물을 닦고 떨리는 몸을 덮지 말고 소녀의 몸에 움튼 뱀을 잡으라.
그 뱀들의 눈은 아름답고 뱀의 혀는 달콤할 것이니, 용맹한 짐승들아, 뱀의 눈을 보지 마라, 뱀의 말을 듣지 마라.
오직 그 뱀들의 피만이 너희를 정결케 하리라. 인자한 여래의 미소 아래, 네 짐승들은 뱀의 전쟁에서 승리하여
다시 태어나리니, 여래의 밝은 빛이 너희를 지켜 주리라."
"빛나는 강에 숨겨진 채씨야, 들어라. 너는 짐승이나, 피를 묻힌 짐승이라. 세상은 너의 어둠만을 보리니,
슬퍼하지 말라.
별의 강에 숨겨진 정씨야, 들어라. 너는 짐승이나, 피를 묻힌 짐승이라. 세상은 너의 어둠만을 보리니,
슬퍼하지 말라.
푸른 강에 숨겨진 김씨야, 들어라. 너는 짐승이나, 피를 묻힌 짐승이라. 세상은 너의 어둠만을 보리니,
슬퍼하지 말라.
천둥의 강에 숨겨진 전씨야, 들어라. 너는 짐승이나, 피를 묻힌 짐승이라. 세상은 너의 어둠만을 보리니,
슬퍼하지 말라.
선한 기운을 위협하는 존재 … 호위하는 장군들이 일어날 … "

## 네충텐파의 예언
"A natural enemy will be born in the spot where the light once brought, 100 years from then. And it will turn off the light. One day, she will be bleeding. And then, he will die."
영화자막: 100년 뒤에 그가 태어난 바로 그 곳에서 그를 해칠 천적이 태어날 것이다. 그녀가 피를 흘리는 날, 그가 소멸 될 것이다.
직역문: 천적이 빛이 한번 일어난 지 100년된 그 곳에서 태어날 것이다. 그리고 그것은 빛을 거둘 것이다. 어느 날, 그녀가 피를 흘릴 것이다. 그러고 나면, 그는 죽을 것이다.

## 흥행 기록
2019년 2월 20일 개봉한 <사바하>는  개봉일에 19만 명의 관객이 들며 '극한직업'과 '증인'을 제치고 흥행 1위를 차지했고, 개봉 5일차(2월 24일)차에 100만을 넘어섰으며, 2일(토) 200만 관객을 넘어섰다. 최종 관객수는 239만 명이었다.

## 사건 사고
작중 사이비 종교의 교주 김제석(정동환 분)의 얼굴을 대종교 초대 교주이자 독립운동가 홍암 나철의 사진에 합성한 것이 알려져 문제가 되었다. 이에 영화 제작사측에서는 명백한 잘못임을 인정하고 사과문을 발표하였으며 해당 부분은 삭제할 것을 약속하였다.

## 수상 경력
- 2019년 제55회 백상예술대상 영화부문 여자 신인연기상 - 이재인
- 2019년 제39회 황금촬영상 신인여우상 - 이재인
- 2019년 제40회 청룡영화상 음악상 - 김태성

## 같이 보기
- 2019년 대한민국의 영화 목록